# Dialectica pavonicola
Dialectica pavonicola là một loài bướm đêm thuộc họ Gracillariidae. Chúng sinh sống ở Nam Phi.
Ấu trùng ăn Pavonia columella. Chúng xếp lá làm tổ.